# Laura Gillen

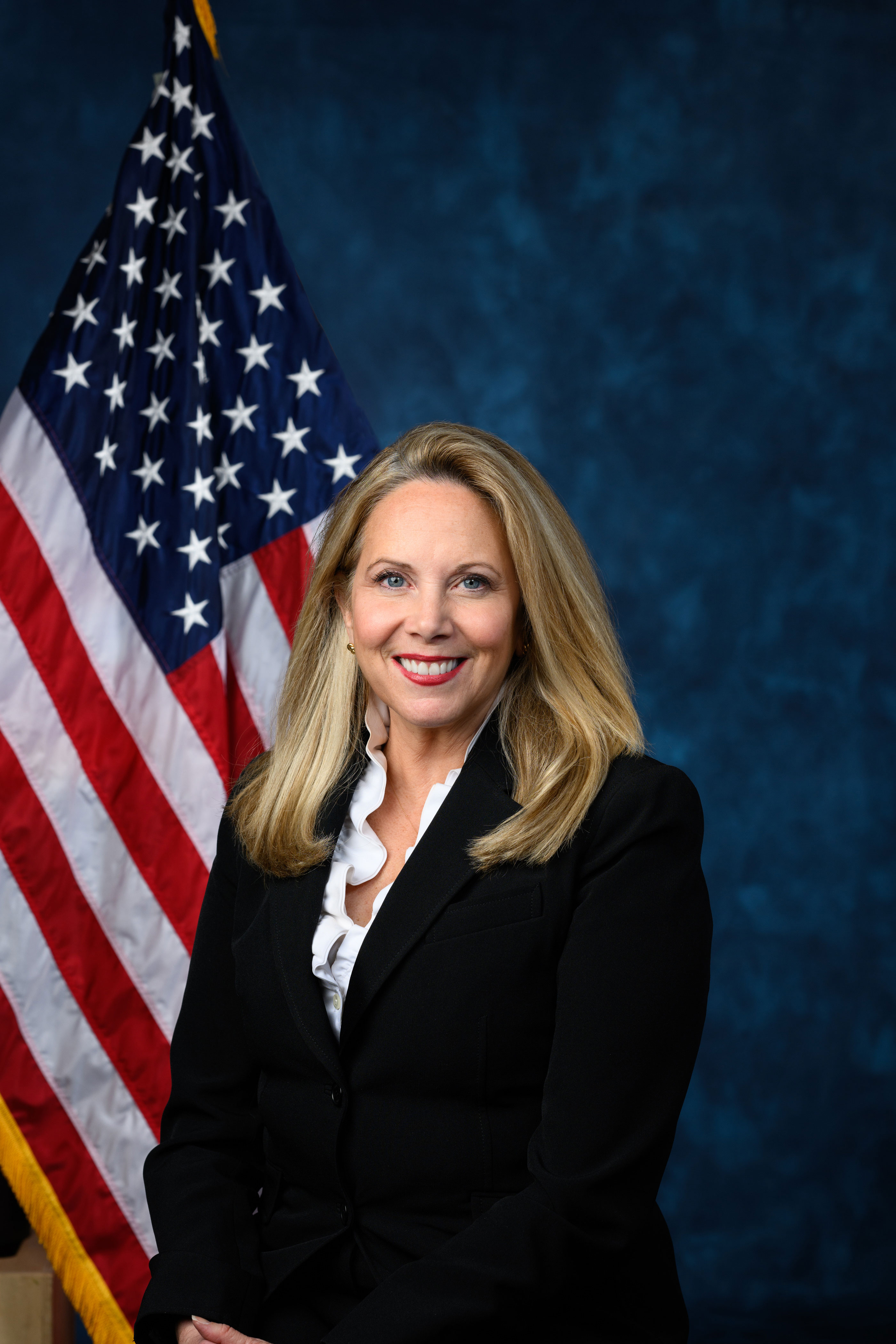
Laura Gillen (2025)

Laura Gillen (* 10. Juli 1969 in Rockville Centre, New York) ist eine US-amerikanische Politikerin der Demokratischen Partei. Bei den Wahlen 2024 wurde sie im 4. Kongresswahlbezirk des Staates New York in das Repräsentantenhaus der Vereinigten Staaten gewählt. Ihre Amtszeit beginnt am 3. Januar 2025.

## Ausbildung und Leben
Gillen wuchs in Baldwin, New York auf Long Island auf. Nach einem Bachelor-Abschluss in Politikwissenschaft von der Georgetown University kehrte sie nach New York zurück, begann sie eine Schauspielausbildung im Stella Adler Studio of Acting und arbeitete für eine Talentagentur. Nach einem Gap Year mit Reisen durch Südostasien, nahm sie ein Jurastudium an der Law School der Georgetown University auf, welches sie mit dem Erwerb eines Juris Doctor an der New York University erfolgreich beendete. Von 2000 bis 2017 arbeitete sie für verschiedene Anwaltskanzleien in New York City. Neben ihrer politischen Tätigkeit ist sie Gastdozentin an der Law School der Hofstra University.
Gillen hat vier Kinder und lebt in Rockville Centre.

## Politische Karriere
2017 kandidierte Gillen erfolgreich für das Amt des Town Supervisors von Hempstead einem New Yorker Vorort auf Long Island. In diesem Amt war sie die Leiterin der Stadtverwaltung – in etwa vergleichbar mit dem früheren Oberstadtdirektor in Deutschland. Sie war damit die erste Demokratin seit 112 Jahren, die diesen Posten innehatte. Nach verlorener Wiederwahl schied sie Ende Dezember 2019 aus diesem Amt aus.
Bei den Wahlen 2022 bewarb sie sich erstmals im 4. Kongresswahlbezirk von New York um einen Sitz im US-Repräsentantenhaus, nachdem Amtsinhaberin Kathleen Rice ihren Verzicht angekündigt hatte. Die Vorwahl der Demokraten konnte sie mit knapp 63 % der Stimmen gegen drei weitere Kandidaten für sich entscheiden. In der Hauptwahl am 8. November 2022 unterlag sie jedoch ihrem republikanischen Kontrahenten Anthony D’Esposito mit 48 zu 52 %. Dies wurde als Überraschung eingeschätzt, da der Wahlkreis zwar als kompetitiv, aber tendenziell demokratisch wählend gilt.
2024 trat Gillen erneut an. Nachdem sie in den Vorwahlen keinen Gegenkandidaten hatte, kam es zur Wiederauflage des Duells von zwei Jahren vorher. Diesmal konnte sich Gillen mit knapp 51 % der Stimmen gegen D’Esposito durchsetzen und den Sitz für die Demokraten zurückerobern. Sie profitierte unter anderem davon, dass wenige Wochen vor der Wahl Recherchen der New York Times eine Affäre und mögliche Ethik-Verstöße ihres Kontrahenten enthüllten. Ihre Amtszeit beginnt am 3. Januar 2025.